# Киссимми (озеро)
Киссимми (англ. Lake Kissimmee) — озеро в округах Осеола (большей частью) и Полк в штате Флорида (США). Третье по площади озеро Флориды.
Озеро вытянуто с северо-запада на юго-восток на 22 километра, максимальная ширина достигает 9 километров, площадь 141,43 км², максимальная глубина 3,5 метра. Крупнейшие острова (по убыванию площади): Брама, Старм, Бёрд (Птичий), Рэббит (Кроличий), Окс. Впадающая и вытекающая река — Киссимми. По берегам озера и на его островах живёт множество птиц, наиболее распространены канадский журавль, редкий американский журавль, белоголовый орлан, американская чёрная катарта, кулики.
Населённых пунктов на берегу озера нет, вдоль южного берега проходит автодорога SR 60. На озере развита рыбалка. Озеро находится на территории парка штата Лейк-Киссимми.